# Loma de Montija
Loma de Montija, también conocida con Loma, es una pedanía del municipio de Merindad de Montija, en la comarca de Las Merindades, en el norte de la provincia de Burgos, comunidad autónoma de Castilla y León, España.

## Localización y accesos
Es un pueblo situado en el norte de la provincia de Burgos en la vertiente mediterránea de la provincia y con acceso por la carretera autonómica  BU-542  que comunica El Crucero con Espinosa de los Monteros. Pertenece al partido judicial de Villarcayo

## Demografía
En el padrón municipal de 2007 contaba con 55 habitantes.

## Historia
Lugar en la Merindad de Montija en el Corregimiento de las Merindades de Castilla la Vieja, jurisdicción de realengo con regidor pedáneo.
A la caída del Antiguo Régimen queda agregado al ayuntamiento constitucional de Merindad de Montija , en el partido de Villarcayo perteneciente a la región de Castilla la Vieja.

## Parroquia
Iglesia de Santa María, dependiente de la parroquia de Baranda de Montija en el Arcipestrazgo de Merindades de Castilla la Vieja , diócesis de Burgos.